# اشک شوق
اشک شوق فیلمی به کارگردانی احمد صفایی و نویسندگی نوروز قنبری ساختهٔ سال ۱۳۴۱ است.

## بازیگران
- عزت حسنعلی
- حیدر صارمی
- عزت اله وثوق
- جمشید مهرداد
- عزیزه
- محسن میلانی
- ایران تاج ناصری
- امیرآبادی
- سیمین
- مینو شفیع
- رضا هوشمند
- رضا عارفان
- عسگری
- ملک پور
- اکبرشاه
- خسرو سهامی
- غیاثی
- منوجهر